# NGC 2420
NGC 2420 (również OCL 488) – gromada otwarta znajdująca się w gwiazdozbiorze Bliźniąt. Odkrył ją William Herschel 19 listopada 1783 roku. Znajduje się w odległości ok. 8,1 tys. lat świetlnych od Słońca.